# Élections générales terre-neuviennes de 1989
L'élection générale terre-neuvienne de 1989 se déroule le 20 avril 1989 afin d'élire les députés de la Chambre d'assemblée de la province de Terre-Neuve (Canada). 

## Résultats
| Parti                                      | Parti                      | Chef              | # de candidats | Sièges | Sièges | Sièges  | Voix    | Voix    | Voix    |
| ------------------------------------------ | -------------------------- | ----------------- | -------------- | ------ | ------ | ------- | ------- | ------- | ------- |
| Parti                                      | Parti                      | Chef              | # de candidats | 1985   | Élus   | % Diff. | #       | %       | % Diff. |
|                                            | Parti libéral              | Clyde Wells       | 52             | 15     | 31     | +107 %  | 137 271 | 47,18 % |         |
|                                            | Progressiste-conservateur  | Thomas Rideout    | 52             | 36     | 21     | -41,7 % | 138 609 | 47,64 % |         |
|                                            | Nouveau Parti démocratique |                   | 36             | 1      | -      | -100 %  | 12 929  | 4,44 %  |         |
|                                            | Autre/Indépendant          | Autre/Indépendant | 6              | -      | -      | -       | 2 138   | 0,74 %  |         |
| Total                                      | Total                      | Total             | 146            | 52     | 52     | -       | 290 947 | 100 %   |         |
| Source : Elections Newfoundland & Labrador |                            |                   |                |        |        |         |         |         |         |